# Утепов, Ташен Саменович
Ташен Саменович Утепов (1870—1925) — участник борьбы за установление Советской власти в Верном, Семиречье. Член Компартии с 1918 года.

## Биография
Родился в 1870 году в кочевом ауле Лепсинского уезда в семье бедняка.
До 1900 года батрачил. В 1901 году переехал в Верный, где работал сапожником, сблизился с большевистски настроенными рабочими и интеллигенцией. Сапожная мастерская, где он работал, была местом революционной агитации и пропаганды среди местного населения.
В феврале 1917 года Ташен Утепов был избран делегатом в объединённый Совет рабочих и солдатских депутатов, членом его исполкома. Летом 1917 года он был одним из инициаторов создания и руководителем «Союза чернорабочих». Являлся делегатом 2-го Семиреченского областного крестьянского съезда (2-13 января 1918 года), большинство которого (в том числе Утепов) проголосовало за установление Советской власти. В ночь с 2 на 3 марта 1918 года во время вооружённого выступления в Верном участвовал в разоружении гарнизона крепости. Входил в состав РВК.
В 1920-1921 годах был членом обкома союза «Кошчи». В 1921 году — делегат 6-го съезда Компартии Туркестана, в 1922 году — делегат 10-го съезда Советов Туркестана. В 1918-1925 годах являлся членом исполкома Верненского (Алма-Атинского) горсовета.
Прах Ташена Утепова захоронен в братской могиле в парке 28-ми гвардейцев-панфиловцев в Алма-Ате, его именем названа улица в Алматы и Усть-Каменогорске.